# Zoe Mandrea
Zoe Mandrea (n. 1858 – d. 1924) a fost o pictoriță și o autoare de memorii de origine română.

## Biografie
A fost fiica juristului și politicianului Barbu Bălcescu (1825-1864).
A fost nepoata lui Costache Aman după mamă. Și-a dedicat zilele petrecute la București patronării unui salon literar.
A pictat peisaje din natură la casa moștenită de la părinți în comuna Florești din județul Gorj, moșie pe la care a trecut și Mihai Eminescu.
A fost membră fondatoare a societății „Femeia Română”.
A scris volumul de memorii Icoane din trecut.